# Marcepania halva
Marcepania halva – gatunek chrząszcza z rodziny kusakowatych i podrodziny balinków. Endemit Sumatry.

## Taksonomia
Gatunek ten opisany został po raz pierwszy w 2020 roku przez Pawła Jałoszyńskiego na łamach „Zootaxa”. Jako lokalizację typową wskazano północne okolice Brastagi w indonezyjskiej Sumatrze Północnej. Epitet gatunkowy pochodzi od chałwy, wyrobu cukierniczego ze Środkowego Wschodu, i stanowi nawiązanie do pochodzącej od marcepanu nazwy rodzajowej.

## Morfologia
Chrząszcz o ciele długości około 1,1 mm, wydłużonym, wąskim i przeciętnie sklepionym, ale największym i najbardziej sklepionym spośród przedstawicieli rodzaju oraz wyraźnie tęższym niż u mających podobne samcze genitalia gatunków M. semengohensis i M. princesa. Oskórek jest jasnobrązowy, porośnięty żółtawymi szczecinkami.
Głowa ma na czole i ciemieniu gęsto rozmieszczone, wyraźne, ale płytkie punkty. U samca oczy są duże, słabo wypukłe, owalne, zbudowane z grubych fasetek. Krótkie, ku szczytom rozszerzające się czułki mają silnie wydłużone trzonek i nóżkę, a człon ostatni 1,8 raza dłuższy niż szerszy i na szczycie ścięty. Aparat gębowy ma niesymetryczne żuwaczki, z których prawa dysponuje dwoma zębami przedwierzchołkowymi, oraz guzikowaty wierzchołkowy człon głaszczków szczękowych.
Niemal półowalne przedplecze ma gęste i wyraźne punktowanie. Boczne jego brzegi są w przedniej połowie niemal równomiernie zaokrąglone, a w tylnej prawie prosto lekko ku tyłowi zbieżne, kąty tylne natomiast lekko rozwarte, a tylny brzeg płytko dwufalisty. Owalne, na szczytach osobno szeroko zaokrąglone pokrywy największą szerokość osiągają w okolicy przedniej ⅓, punktowanie mają gęściejsze niż na przedpleczu i miejscami układające się w nieregularne szeregi podłużne. Odnóża są krótkie i grube.
Osiągający 0,15 mm długości, tęgi edeagus ma wydłużone, znacznie od płata środkowego dłuższe paramery, każda z dwoma szczecinkami wierzchołkowymi, oraz w widoku brzusznym podługowato prawie trapezowaty z ukośnym brzegiem odsiebnym płat środkowy i parę podłużnych, wrzecionowatych, dobrze odgraniczonych elementów w endofallusie. 

## Rozprzestrzenienie
Owad orientalny, endemiczny dla Sumatry, znany tylko z lokalizacji typowej. Spotykany na wysokości 1500 m n.p.m.